# 3-メルカプトプロピオニトリル
3-メルカプトプロピオニトリル（英語: 3-mercaptopropionitrile）は、化学式が HSCH2CH2CN の有機化合物である。チオールとニトリルの両方の官能基を持つ。

## 合成と反応
通常、3-クロロプロピオニトリルとチオ尿素との反応を経て合成される。得られたイソチオウロニウム塩を加水分解してチオールとする。この合成法のバリエーションとして、ジスルフィド (SCH2CH2CN)2 を単離する。このジスルフィドを亜鉛還元するとチオールが得られる。
3-メルカプトプロピオニトリルのS-アルキル化で得られるチオエーテルは、強塩基と反応してチオレートとアクリロニトリルを生成する。
RSCH2CH2CN  +  KOBu-t  →  RSK  + CH2=CHCN  +  HOBu-t
この変換はマイケル付加を示している。次にチオレートは加水分解される。
RSK  +  H+  →  RSH  + K+